# Abbekerk

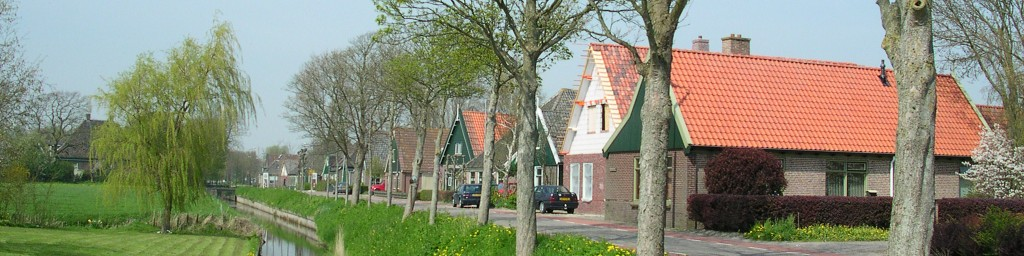
Olanda Settentrionale: il villaggio di Abbekerk

Abbekerk (3,10 km²) è un villaggio di circa 1.800 abitanti del nord dei Paesi Bassi, facente parte della provincia dell'Olanda Settentrionale (Noord-Holland) e situato lungo la Westfriese Omringdijk, nella regione della Frisia Occidentale. Ex-comune indipendente (fino al 1978), ha fatto parte dapprima della municipalità di Noorder-Koggenland (1979-2006), municipalità in seguito accorpata al comune di Medemblik.

## Etimologia
Il toponimo Abbekerk è attestato per la prima volta nel 1310 nella forma Abbenkerke. Il toponimo è formato da un nome proprio di persona, Abbe, e dal termine olandese kerk, che significa "chiesa"..

## Geografia fisica

### Collocazione
Abbekerk si trova nella parte nord-occidentale della regione della Frisia Occidentale, a sud/sud-ovest di Twisk e Medemblik e a circa 27 km ad ovest/nord-ovest di Enkhuizen.

## Società

### Evoluzione demografica
Al censimento del 2008, Abbekerk contava una popolazione pari a 1.815 abitanti. Il dato è rimasto invariato rispetto al 2001.

## Storia
Il 2 febbraio 1414, il duca Guglielmo VI concesse ad Abbekerk - assieme ad altre località quali Twisk, Midwoud e Lambertschaag - lo status di città.

## Stemma
Lo stemma di Abbekerk raffigura una chiesa.

## Edifici e luoghi d'interesse

### Het Regthuys
Tra gli edifici storici di Abbekerk, figura Het Regthuys, situata al nr. 48 della Dorpstraat e risalente al 1584 .
Un tempo luogo dove venivano emesse delle sentenze, ora l'edificio ospita al suo interno un museo che espone vari oggetti (tra cui abiti e giocattoli) provenienti dalla regione della Frisia Occidentale.

### Chiesa protestante
Al nr. 42 della Dorpsstraat si trova invece la chiesa riformata risalente al XV secolo.